# Claudine Trécourt
Claudine Trécourt (1962) es una deportista francesa que compitió en escalada. Ganó una medalla de bronce en el Campeonato Europeo de Escalada de 1992, en la prueba de velocidad.

## Palmarés internacional
| Campeonato Europeo | Campeonato Europeo   | Campeonato Europeo | Campeonato Europeo |
| Año                | Lugar                | Medalla            | Prueba             |
| ------------------ | -------------------- | ------------------ | ------------------ |
| 1992               | Fráncfort (Alemania) | Medalla de bronce  | Velocidad          |